# Phytomyptera erotema
Phytomyptera erotema là một loài ruồi trong họ Tachinidae.